# Apeadero de Espioca
Espioca es un apeadero de la línea 1 de Metrovalencia. Se encuentra entre campos de cítricos dentro del término municipal de Picasent. Consiste en un andén con una marquesina metálica, además de una única vía por la que circulan trenes en ambas direcciones. Los trenes solo paran en este apeadero si hay algún viajero esperando en el andén o si alguno de los pasajeros que van en él solicita parada mediante los pulsadores del interior del tren.
El apeadero recibe su nombre del antiguo poblado que existió llamado Torre Espioca y del cual solo queda la torre en ruinas.
Del 30 de octubre de 2024 al 26 de junio de 2025, a consecuencia de las graves inundaciones acontecidas en la provincia de Valencia, la estación permaneció cerrada. Se habilitaron servicios alternativos de autobuses con parada en las estaciones afectadas.